# Angel Manuel Soto
Pour les articles homonymes, voir Soto.
Angel Manuel Soto, né le 28 janvier 1983 à Santurce (Porto Rico), est un réalisateur, scénariste, monteur et producteur portoricain.

## Biographie
Angel Manuel Soto est fils d'un vendeur de voitures et d'une hôtesse de l'air. Il étudie l'architecture et la communication. Il voyage dans le monde entier, notamment en Australie, en Thaïlande, au Cambodge, en France, aux États-Unis et à Porto Rico.

## Filmographie partielle
- 2012 : Frailty
- 2015 : La granja
- 2020 : Twelve
- 2023 : Blue Beetle

## Récompenses et distinctions
22weeks (2009)
- Angel Award (Excellence in Media) 2009 : Silver Angel[2]
- ENFOQUE - International Film Festival of Puerto Rico 2010 : Meilleur court métrage : prix du jury

La Carta (2011)
- ENFOQUE - International Film Festival of Puerto Rico 2011 : Meilleur court métrage : prix du jury

La granja (2015)
- Chicago Latino Film Festival (en) 2016 : nomination au prix du public

Dinner Party (2018)
- Festival du film d'Adélaïde 2018 : nomination pour l'International VR Award dans la catégorie Best Virtual Reality Film

- (en) Angel Manuel Soto: Awards, sur l'Internet Movie Database